# Mictochroa fasciata
Mictochroa fasciata är en fjärilsart som beskrevs av Jones 1914. Mictochroa fasciata ingår i släktet Mictochroa och familjen nattflyn. Inga underarter finns listade i Catalogue of Life.